# Diores tavetae
Diores tavetae es una especie de araña del género Diores, familia Zodariidae. Fue descrita científicamente por Berland en 1920.
Habita en Kenia.